# Business Bay
Business Bay är en stadsdel i Dubai i Förenade Arabemiraten som utgör ett nyetablerat bostads- och affärscentrum strax sydväst om stadens centrum. Det präglas av sina många skyskrapor. Business Bay gränsar bland annat till Sheikh Zayed-vägen (E11, Sheikh Zayed Road) i nordväst samt Dubaiviken i sydost. Business Bay är under utbyggnad, cirka 6 km² till ytan, relativt glesbefolkat men beräknas få omkring 190 000 invånare.